# Griechische Fußballnationalmannschaft (U-21-Männer)

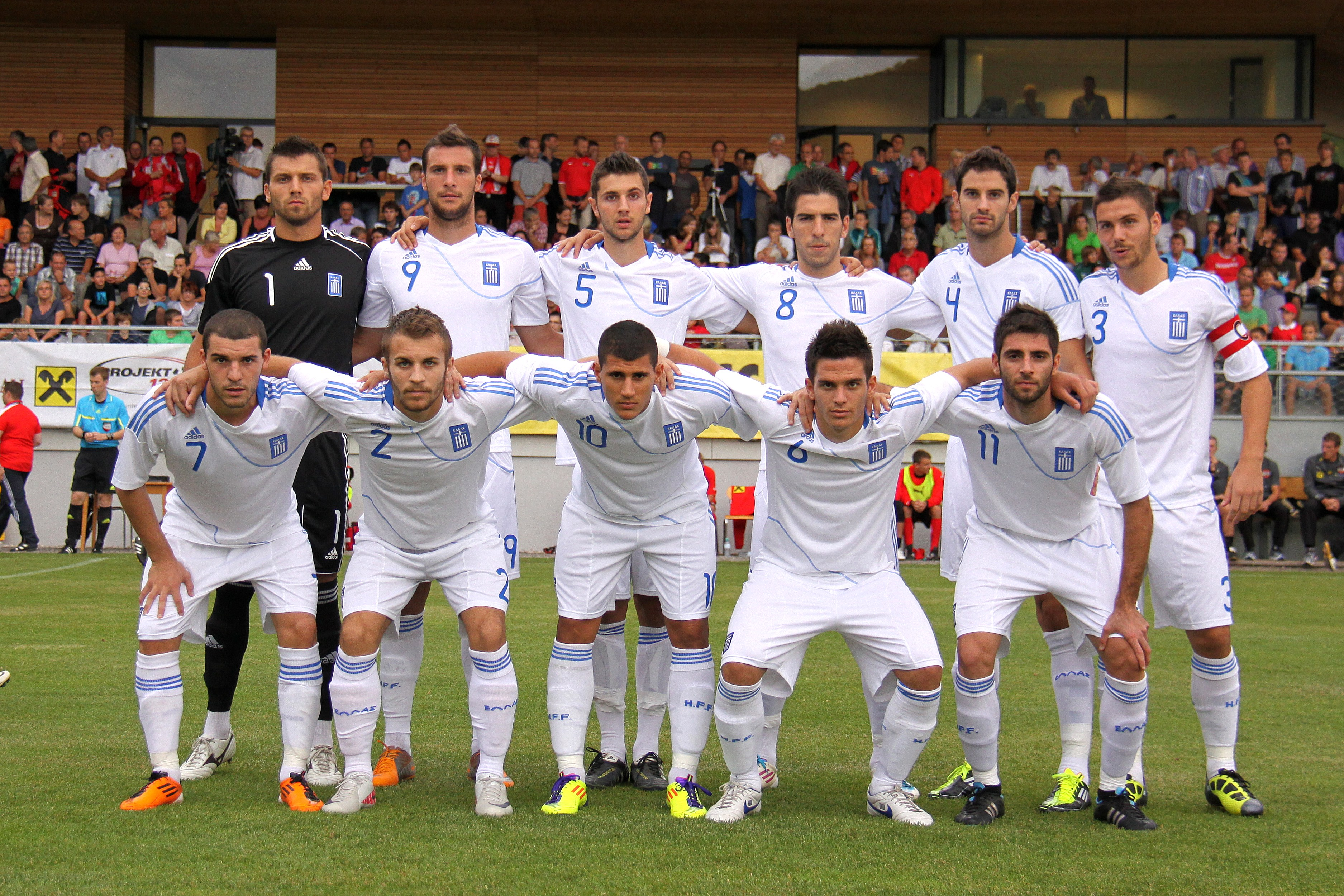
Die griechische U-21-Fußballnationalmannschaft (5. September 2011).

Die griechische U-21-Fußballnationalmannschaft ist eine Auswahlmannschaft griechischer Fußballspieler. Sie unterliegt der Elliniki Podosferiki Omospondia und repräsentiert ihn auf der U-21-Ebene, in Freundschaftsspielen gegen die Auswahlmannschaften anderer nationaler Verbände, aber auch bei der Europameisterschaft des Kontinentalverbandes UEFA und der Fußball-Weltmeisterschaft der FIFA. Spielberechtigt sind Spieler, die ihr 21. Lebensjahr noch nicht vollendet haben und die griechische Staatsangehörigkeit besitzen. Bei Turnieren ist das Alter beim ersten Qualifikationsspiel maßgeblich.

## Europameisterschaften
Die griechische U-21-Auswahl konnte sich bisher vier Mal für die Endrunde einer Europameisterschaft qualifizieren. Ihre erste Teilnahme war 1988, wo sie als Außenseiter bis ins Finale vordringen konnte und dort dem Team der U-21 Frankreichs gegenüberstand. Nachdem das Hinspiel noch 0:0 ausging, wurde das Rückspiel relativ klar mit 0:3 aus griechischer Sicht verloren. Nachdem man 1994 bis ins Viertelfinale stieß und dort auf Spanien traf, musste das Team bereits nach der ersten Endspielrunde vom Turnier ausscheiden. Vier Jahre später, 1998, begegneten sich beide Mannschaften zum wiederholten Male in diesem Wettbewerb. Diesmal würde aber Sieg oder Niederlage über den Europameisterschaftstitel entscheiden. Durch ein 1:0 am 31. Mai 1998 für Spanien wurde auch das zweite Endspiel verloren. 2002 schieden die Hellenen bereits nach der Vorrunde aus. Nach nur einem Punkt gegen den späteren Europameister Tschechien mussten schon frühzeitig die Koffer gepackt werden.
Bei der Qualifikation zur Euro 2009 wurden die Griechen mit Italien, Kroatien, Albanien, Färöer und Aserbaidschan in die Gruppe 1 gelost. Wenngleich Italien der Favorit auf den ersten Platz in dieser Gruppe war, so wollten sich die Griechen über den zweiten Platz für die Relegationsspiele qualifizieren. Nach einem 4:1-Pflichtsieg gegen Aserbaidschan folgte im zweiten Spiel eine 2:3-Niederlage gegen die Kroaten. Nach zwei weiteren Siegen hieß am 16. Oktober 2007 der nächste Gegner Italien. Die Griechen konnten dem Spiel ein 2:2 abtrotzen und sorgten für eine kleine Überraschung. Im Folgespiel sollte eine Revanche gegen Kroatien folgen. Allerdings verlor die Mannschaft auch diesen Vergleich mit einem Tor unterschied (3:4). Im zweiten Aufeinandertreffen mit Italien kamen beide Teams wieder nicht über ein Unentschieden hinaus, so dass die EM-Teilnahme für die Griechen in die Ferne rückte. Am Ende blieb mit 18 Punkten aus zehn Spielen nur der dritte Platz. 

### Teilnahme bei U-21-Europameisterschaften
| 1978                     | nicht qualifiziert |
| 1980                     | nicht qualifiziert |
| 1982                     | nicht qualifiziert |
| 1984                     | nicht qualifiziert |
| 1986                     | nicht qualifiziert |
| 1988                     | Finale             |
| 1990                     | nicht qualifiziert |
| 1992                     | nicht qualifiziert |
| 1994 in Frankreich       | Viertelfinale      |
| 1996 in Spanien          | nicht qualifiziert |
| 1998 in Rumänien         | Finale             |
| 2000 in der Slowakei     | nicht qualifiziert |
| 2002 in der Schweiz      | Vorrunde           |
| 2004 in Deutschland      | nicht qualifiziert |
| 2006 in Portugal         | nicht qualifiziert |
| 2007 in den Niederlanden | nicht qualifiziert |
| 2009 in Schweden         | nicht qualifiziert |
| 2011 in Dänemark         | nicht qualifiziert |
| 2013 in Israel           | nicht qualifiziert |
| 2015 in Tschechien       | nicht qualifiziert |
| 2017 in Polen            | nicht qualifiziert |

Bemerkung: Zwischen 1978 und 1992 wurde die Endrunde einer U-21-Europameisterschaft nicht in einem Land ausgetragen, sondern durch Hin- und Rückspiele in den jeweiligen teilnehmenden Nationen absolviert.

## Ehemalige Spieler
(Auswahl)
- Alexandros Alexandris
- Paraskevas Antzas
- Angelos Basinas
- Traianos Dellas
- Ioannis Goumas
- Giorgos Karagounis
- Pantelis Konstantinidis
- Sotirios Kyrgiakos
- Demis Nikolaidis
- Nikolaos Nioplias
- Nikos Liberopoulos
- Ioannis Amanatidis